# Топпан, Джейн
Джейн То́ппан (англ. Jane Toppan), урождённая Онора Ке́лли (англ. Honora Kelley; 31 марта 1854 года — 17 августа 1938 года) — американская медсестра, серийная убийца. В 1901 году призналась в 31 убийстве. Свои преступления объясняла желанием совершить наибольшее в истории количество убийств.

## Ранняя жизнь
Онора Келли родилась 31 марта 1854 года в Лоуэлле, штат Массачусетс, в бедной семье ирландских иммигрантов, среди членов которой были люди с психическими заболеваниями. У неё была сестра. В 1863 году отец отдал обеих девочек в бостонский приют, откуда их отдали в семьи в качестве слуг-учеников. Онора попала к Энн Топпан, которая дала ей новое имя — Джейн, но формально не удочерила её и не дала ей свою фамилию. У Энн была родная дочь Элизабет; родная дочь была любимицей, а Джейн постоянно подвергалась оскорблениям и унижениям. Она тихо ненавидела приёмную мать и её родную дочь, но, несмотря на это, продолжала жить с ними даже после того, как в 1874 году была официально освобождена от опеки.

## Убийства
В 1885 году Джейн Топпан начала учиться на медсестру. Она использовала своих пациентов как подопытных кроликов в экспериментах с морфием и атропином, самостоятельно изменяя назначенные дозировки лекарств и наблюдая, как это влияет на их нервную систему. Она трогала находящихся в бессознательном состоянии пациентов и получала от этого сексуальное удовлетворение. В 1899 году Джейн убила Элизабет — родную дочь Энн Топпан — дозой стрихнина.
В 1901 году Джейн убила жену пожилого мужчины Олдена Дэвиса, и после её смерти стала ухаживать за ним. В течение нескольких недель она убила самого Дэвиса и двух из его дочерей. Тогда она вернулась в родной город и стала ухаживать за мужем покойной Элизабет Топпан. К этому времени выжившие члены семьи Дэвиса потребовали провести токсикологическую экспертизу для младшей умершей дочери Олдена Дэви. Было установлено, что её отравили.
26 октября 1901 году Джейн Топпан была арестована за убийство. Вначале она призналась в 11 убийствах, а затем и во всех 31. Свои преступления она объясняла желанием «...убить как можно больше людей — беспомощных людей, чем любой другой мужчина или женщина, которые когда-либо жили…»
23 июля 1902 года суд признал её невиновной из-за безумия и постановил поместить в сумасшедший дом, где она находилась вплоть до смерти. Джейн Топпан скончалась в 1938 году, в возрасте 84 лет.